# Fyrisbiografen

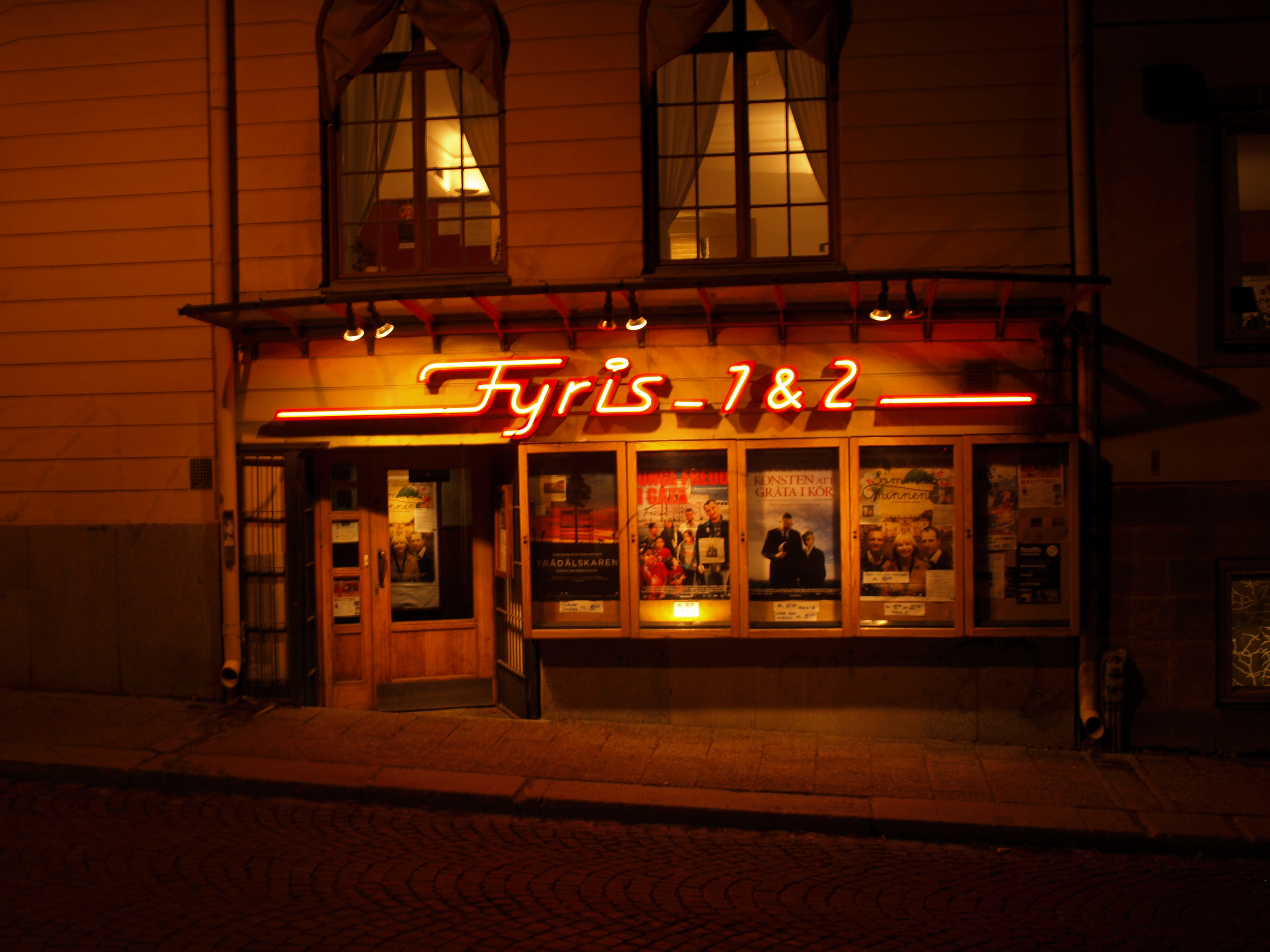
Le Fyrisbiografen (2008).

Le Fyrisbiografen, ou Fyris, est une salle de cinéma historique de la ville d'Uppsala, en Suède. Le cinéma a ouvert ses portes en novembre 1911 et appartenait à Hugo Plenier, exploitant de plusieurs salles de cinéma à Uppsala.
La salle fait partie du réseau Europa Cinemas, un réseau de salles à programmation de films majoritairement européens.